# رابرت کورن
رابرت کورن (انگلیسی: Robert Koren؛ زادهٔ ۲۰ سپتامبر ۱۹۸۰) یک بازیکن فوتبال اهل اسلوونی است.
وی همچنین در تیم ملی فوتبال اسلوونی بازی کرده‌است.